# Kate Leigh
Kathleen Mary Josephine Leigh, född Beahan 10 mars 1881 i Dubbo i New South Wales, död 4 februari 1964 i Sydney, var en australisk ligaledare. Leigh var en beryktad person i Sydney under mellankrigstiden, främst genom sin inblandning i aktiviteter som illegal sprit- och narkotikaförsäljning, ligaverksamhet, bordellverksamhet samt filantropi. 
Kate Leigh var känd för den våldsamma fejden mellan henne och ärkerivalen Tilly Devine, vilken varade i 30 år. Leigh fick sitt efternamn från sin förste make och var genom senare giftermål även känd under namnen Kathleen Barry och Kathleen Ryan.

## Biografi

### Tidiga år
Leigh föddes 1881 som Kathleen Beahan, som åttonde barnet till det romersk-katolska äkta paret Timothy och Charlotte Smith. Fadern var skomakare.
Under sin uppväxt fick hon uppleva vanvård och vid tolv års ålder en tid på ungdomshem. Senare blev hon gravid utan att vara gift, och hennes dotter Eileen May Beahan föddes 1900; fadern noterades som okänd.

### Äktenskap och relationer
Kathleen Beahan gifte sig 2 maj 1902 med James Ernest "Jack" Lee (även Leigh). Han var född i Tumut i New South Wales med en kinesisk far och en Australien-född mor, och han kom att sysselsätta sig med illegal vadslagning och olika mindre brott.
Paret separerade tre år senare, efter att James Lee fått fängelsestraff för rånöverfall. Efter rättegången dömdes Kate Leigh för mened och medhjälp till rån; domen hävdes dock efter att den överklagats. Äktenskapet upplöstes i praktiken kort efter rättegången, även om det på papperet kvarstod fram till 1921. Kate anglifierade sitt asiatiskt klingande efternamn från Lee till Leigh, ett namn som kom att följa henne under resten av livet – oaktat senare äktenskap. Kates dotter Eilen antog också efternamnet Leigh, fram till sitt eget giftermål 1929.
Kate Leigh gifte sig en andra gång 26 september 1922, denna gång med Edward Joseph 'Teddy' Barry, musiker född i Western Australia men också verksam inom illegal spritförsäljning och mindre brottslighet. Även detta äktenskapet blev kortvarigt, och efter några år återgick Kate till sitt tidigare efternamn Leigh. Äktenskapet upplöstes dock aldrig, och när Teddy Barry avled 26 juni 1948 var det i Leighs hem på 2 Lansdowne Street i Sydney.
Under det sena 1920-talet sammanbodde Kate med Walter "Wally" T[h]omlinson, som hon då anställt som en av sina livvakter. Tomlinson hade redan som 16-åring 1916 blivit åtalad för mordförsök. och fick ett rykte om sig som en hårdhudad brottsling. Därefter sammanlevde Leigh i praktiken med sin affärspartner Henry "Jack" Baker från 1932 till 1949.
Hennes tredje och sista äktenskap ingicks 18 januari 1950 med den gamle vännen Ernest Alexander "Shiner" Ryan, även han en dömd brottsling. De separerade dock sex månader senare, och Ryan avled 1953 i Western Australia.

### Karriär
Kate Leigh livnärde sig under sitt vuxna liv omväxlande med illegal spritförsäljning, narkotikaförsäljning och bordellverksamhet. Hon blev beryktad som en av de ledande gestalterna inom den "undre världen" i mellankrigstidens Sydney. Från 1919 till 1955 var den illegala och mycket lönsamma spritförsäljningen Leighs huvudsakliga inkomstkälla. Branschen upplevde en storhetstid efter att delstatsparlamentet 1916 förbjudit restauranger och barer att sälja sprit efter klockan 18.00. Därefter öppnades ett stort antal lönnkrogar, och Leigh drev själv som mest uppemot ett trettiotal sådana ställen. Trots verksamhetens art rapporteras Leigh själv aldrig ha varit alkoholkonsument (eller tobaksrökare).
Leigh etablerade sig även inom narkotikabranschen, efter att försäljningen av kokain 1927 gjorts illegal i delstaten. Hon skaffade sig denna vara via ett korrupt nätverk av läkare, tandläkare, kemister och sjömän och gjorde sig även här en avsevärd förmögenhet. Leighs aktiviteter inom sprit- och narkotikabranschen – och den relaterade brottslighet som dessa förde med sig, inklusive gängkrig – ledde till att hon blev en ökänd gestalt i Sydneys undre värld under flera decennier.
Från sitt hem i Surry Hills kom Leigh att organisera ett antal olika kriminella verksamheter. Här ingick också prostitution, olaglig vadslagning och dito spelande. Leigh kunde åtnjuta beskydd och lojalitet från ett nätverk av ligamedlemmar, men hon var ofta inblandad i att istället ge dem beskydd – med gevär om så behövdes. Rivaliserade ligor saboterade ofta Leighs kokainförsäljning, genom att trakassera eller skada försäljningsombud (ofta arbetande prostituerade) med hjälp av rakblad; därav benämningen på gängkrigen som "Razor Gang Wars".
Leigh var också under flera decennier involverad i en våldsam fejd med rivaliserade ligaledaren och bordellägaren Tilly Devine. Både kvinnorna själva och deras respektive ligor slogs på öppen gata vid ett flertal tillfällen, inklusive i maj och augusti 1929. 1936 fick båda två varningar från nyutnämnde polischefen i staden MacKay för att "lugna ner sig" alternativt riskera längre fängelsestraff. Delstatens polis genomförde under 1938–1939 intensifierad övervakning av inkommande fartyg, men det var andra världskrigets handelsrestriktioner som blev det stora avbräcket för Leighs importverksamhet av kokain.
Kate Leigh var personligen inblandad i flera av hennes ligas våldsdåd, även om hon aldrig blev dömd för något relaterat brott. 27 mars 1930 sköt hon John William "Snowy" Prendergast till döds, när han och andra gangstrar bröt sig in i hennes hem på 104 Riley Street. Hon åtalades aldrig för detta brott, eller när hon den 9 december året därpå sköt Joseph McNamara på närliggande Liverpool Street.
Leigh blev dock dömd till fängelse för narkotikarelaterade brott. I juli månad 1930 genomförde delstatspolisen en drograzzia i hennes hem. Leigh konstaterades inneha kokain och dömdes till tolv månaders fängelse.
Genom personliga kontakter (antas det) inom rättsväsendet, kunde Leigh fortsatta sin kriminella verksamhet under hela 1930- och 1940-talet, trots ett flertal polisrazzior och domslut för mindre förseelser. Hon blev vid 107 tillfällen föremål för åtal och fick 13 gånger tillbringa tid i fängelse. Vid sina återkommande besök i Sydneys rättssalar syntes Leigh, vars förmögenhet var välkänd i staden, i regel i luxuösa kläder och med diamantbeströdda smycken. Inför rätten bar hon oftast diamantringar på alla sina tio fingrar.
Kate Leigh bodde i ett radhus på 2 Lansdowne Street i Surry Hills, från 1933 fram till dess att huset revs 1950. Huset nyttjades också som lönnkrog och beskrevs ibland som "Lansdowne Hotel" (icke att förväxlas med Lansdowne Hotel på City Road i Sydney). Hennes sambo och livvakt "Jack" Baker sköts utanför huset 19 februari av den kände våldsverkaren John "Chow" Hayes. Två veckor senare gjorde civil polis en razzia i byggnaden, varvid man beslagtog 48 flaskor sprit och 4 fat öl. Kate Leigh dömdes 1942 till sex månaders fängelse för att ha sålt sprit utan tillstånd på två adresser – 13 Pearl Street och 2 Lansdowne Street.

### Konkurs och nedgång
Kate Leigh var utan tvekan en av Sydneys rikaste kvinnor under 1930- och 1940-talet. 1954 drabbades hon dock hårt av en hög eftertaxering på grund av obetald inkomstskatt och upplupna böter och avgifter ända tillbaka till 1942. Leigh tvangs 1954 gå i personlig konkurs, med obetalda skulder på 7 130 australiska dollar och uppmätta tillgångar på 1 960 australiska dollar. 1955 förändrade New South Wales sina utskänkningsregler, vilket gjorde det möjligt för registrerade hotell att servera alkohol fram till klockan 22. Detta beslut drog undan fötterna för Sydneys illegala sprithandel och gjorde entreprenörer som Kate Leigh arbetslösa. Leigh meddelade själv att "Groggen har slutat blomma".
Sina sista år framlevde Kate Leigh i fattigdom, i ett litet rum ovanpå en av hennes gamla lönnkrogar på 212 Devonshire Street. Hon var beroende av ekonomiskt stöd från sin nevö William John Beahan, som drev en diversehandel i fastigheten. Leigh bodde i huset från 1951.

### Sista tid
31 januari 1964 drabbades Kate Leigh av en svår stroke och fördes omgående till sjukhus. Hon avled 4 februari på St Vincent's Hospital. Hennes begravning hölls tre dagar senare vid St Peter's Catholic Church, med över 700 sörjande. Leigh begravdes på Botany-kyrkogården, numera känd som Eastern Suburbs Memorial Park, på gravplats 896 i det romersk-katolska kyrkogårdskvarteret 29K. På gravstenen står namnet Kathleen Ryan. Leigh noterades i pressen i samband med sin död lika mycket för sin patriotism under andra världskriget och för sina donationer till arbetslösa som för sin kriminella verksamhet.
Kate Leigh efterlevdes av dottern Eileen May Ranson (född Beahan 1900), som avled 1987.

## I populärkulturen
I augusti 2011 började den australiska TV-kanalen Channel Nine visa Underbelly: Razor, en dokumentärserie om gängkrigen mellan Leigh och Devine i Sydney under 1930-talet. Rollen som Leigh spelades av Danielle Cormack. Serien är baserad på den Ned Kelly Award-vinnande boken med samman av Larry Writer.